# File (demo)
File (in greco antico: Φυλή?, Phylé) era un demo dell'Attica situato sul lato est del monte Parnete, in una posizione dominante sulla strada diretta da Atene a Tebe. Si trovava a più di 120 stadi da Atene (e non 100, come sostiene Diodoro). La sua posizione è occupata dalla moderna Fyli.

## Storia
Anche se File conteneva una grotta di Pan (vicino alla quale è ambientata la celebre commedia di Menandro Dyskolos) e un santuario di Artemide Agrotera, l'edificio più importante era la fortezza a sud-ovest del centro del demo. Probabilmente quel luogo era fortificato già nel V secolo a.C., quando fu occupato dai nemici di Pisistrato; i resti archeologici che si possono vedere oggi, tuttavia, risalgono al IV secolo a.C.
Come molti altri forti in tempo di pace, la fortezza di File fu per molto tempo occupata dai giovani efebi durante il secondo anno della leva obbligatoria. La fortificazione si trovava su una roccia scoscesa, che poteva essere raggiunta solo da una cresta sul lato orientale: dalla cima della montagna si possono vedere la pianura ateniese con la città stessa, il monte Imetto e il golfo Saronico.
File ricoprì un ruolo importante nella guerra civile ateniese, dopo la fine della guerra del Peloponneso: nell'inverno 404/403 a.C. i democratici guidati da Trasibulo occuparono la fortezza e la usarono come punto di raccolta. Dopo aver respinto un assedio e aver aggirato le forze oligarchiche nella battaglia di File, Trasibulo condusse un contingente di 1200 uomini a Munichia, nel Pireo, per occuparla. Lì preparò l'abbattimento del regime dei Trenta, organizzò il ritorno in città degli esuli e la restaurazione della democrazia.
Per gran parte del IV secolo a.C. File fu sinonimo di democrazia e gli uomini che avevano combattuto lì, o i cui padri vi avevano sconfitto i nemici, spesso usarono questo fatto in loro difesa nei processi; il non aver preso parte all'impresa di Trasibulo costituì per alcuni un fattore di accusa. Si diceva che gli "eroi di File" avevano portato in città la democrazia dall'esilio.
Nel 2001 Fyli contava 39 137 abitanti.